# France Gall
Isabelle Geneviève Marie Anne Gall, detta France (Parigi, 9 ottobre 1947 – Neuilly-sur-Seine, 7 gennaio 2018), è stata una cantante francese.

## Biografia

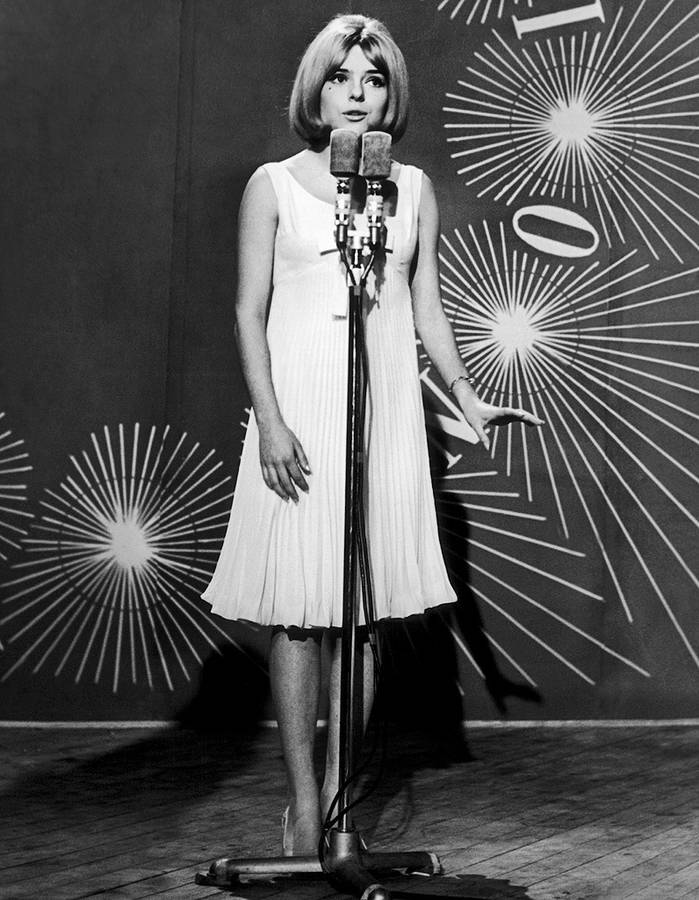
France Gall esegue Poupée de cire, poupée de son al vittorioso Eurovision Song Contest 1965

Figlia del paroliere Robert Gall, noto per aver scritto brani per Charles Aznavour e per Édith Piaf, France respira musica sin dalla nascita e con i fratelli Patrice e Philippe forma una piccola orchestrina che suona nei locali parigini.
Spinta dal padre registra alcune canzoni che vengono spedite alla Philips, importante casa discografica di allora e la ragazzina viene subito messa sotto contratto ad una condizione, modificare il suo nome per non disturbare l'altra vedette della casa discografica Isabelle Aubret, nasce così "France Gall".
Diventa famosa in Francia non ancora sedicenne, quando nel 1963 incide il suo primo singolo Ne sois pas si bête e arriva al primo posto delle classifiche francesi.
Subito il direttore della casa discografica spinge Serge Gainsbourg, autore molto apprezzato dalla critica ma come cantante poco commerciale, a scrivere diverse canzoni per lei. L'idea si rivela vincente e nascono grandi successi come N'écoute pas les idoles, Laisse tomber les filles, Les Sucettes e molti altri.
Tra queste canzoni merita una citazione a parte Poupée de cire, poupée de son che vince l'Eurovision Song Contest 1965 svoltosi a Napoli. Nonostante sia la cantante che l'autore siano francesi, la canzone rappresenta il Lussemburgo e la cosa non ha mancato di suscitare qualche polemica, soprattutto dopo la vittoria. Di questa canzone esiste anche una versione in italiano intitolata Io sì, tu no.
Il repertorio di France Gall si inserisce nel filone yéyé, ma mentre i suoi colleghi dell'epoca (come il cantautore Claude François, con cui lei ebbe una liason amorosa) elaboravano cover di brani anglosassoni, lei si è sempre servita di autori francesi, grazie anche all'aiuto del padre. Uno dei suoi primi successi, Sacré Charlemagne, fa addirittura il giro del mondo vendendo milioni di dischi anche in Giappone. La cantante Milena ne incide una versione in italiano (elaborata da Giorgio Calabrese) che riscuote un certo successo anche in Italia.
Una serie di decisioni sbagliate (come quella di aver partecipato, e di aver addirittura vinto, all'Eurofestival sotto la bandiera lussemburghese, sgarbo mai perdonato Oltralpe) e alcune cadute di stile nelle scelte di repertorio da parte dei suoi autori la fa cadere per alcuni anni nel dimenticatoio, ma France continua a incidere in lingua tedesca tra il 1966 e il 1972, servendosi di autori quali Horst Buchholz e Giorgio Moroder.

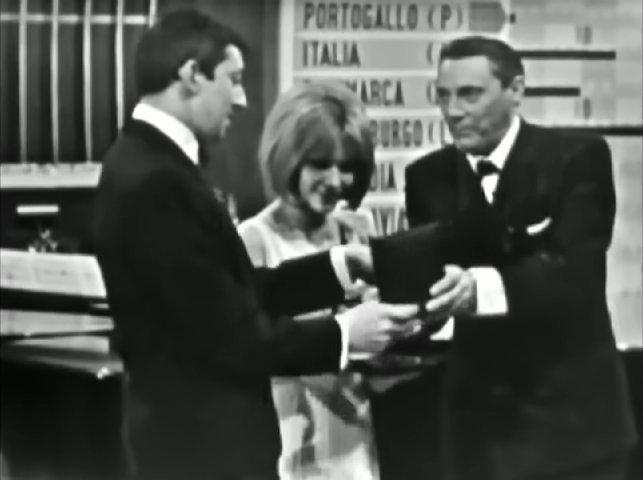
France Gall e Serge Gainsbourg premiati dal tenore Mario Del Monaco nel 1965

Nel 1969 partecipa anche ad una edizione del Festival di Sanremo con La pioggia, cantata in coppia con Gigliola Cinquetti. La versione francese della canzone sanremese si intitola L'orage; sempre nello stesso anno partecipa come ospite d'onore al Festival di Rieti con Il mio amore è una ruota.
Nel 1976 si sposa con il paroliere Michel Berger, che aveva conosciuto qualche anno prima e grazie al quale inizia una nuova carriera soprattutto a teatro. Il musical Starmania resta in programma al Palais des congrès di Parigi per un anno intero. Anche gli spettacoli successivi ai quali partecipa ottengono il favore del pubblico.
Dopo la nascita dei due figli, Pauline Isabelle nel 1978 e Raphael Michel nel 1981, riduce l'attività lavorativa per dedicarsi alla famiglia, privilegiando le attività umanitarie sullo stile del Band Aid inglese con campagne a favore dell'Etiopia e del Mali.
Gli anni novanta rappresentano un periodo tragico per la cantante: il marito muore per un attacco cardiaco nel 1992, prima del completamento di un disco che avrebbe rappresentato una tappa importante per la cantante, mentre la figlia muore a causa della mucoviscidosi nel 1997. Provata da questi lutti, Gall decide quindi di ritirarsi definitivamente dalle scene.

### La morte
Nonostante la profonda discrezione della cantante sul suo stato di salute (era malata di cancro da due anni, dopo un primo tumore che riuscì a sconfiggere nel 1993), il 27 dicembre 2017 permette alla sua agente Geneviève Salama di diramare un comunicato stampa riguardo al suo ricovero dovuto a una grave infezione. Muore la mattina del 7 gennaio 2018 all'ospedale americano di Neuilly-sur-Seine all'età di 70 anni.

## Discografia parziale

### Singoli
- 1963 – Ne sois pas si bête
- 1964 – N'écoute pas les idoles
- 1964 –  Laisse tomber les filles
- 1964 – Sacré Charlemagne
- 1965 – Poupée de cire, poupée de son
- 1965 – Attends ou va-t'en
- 1966 – Baby pop
- 1966 – Les sucettes
- 1967 – Bébé requin
- 1969 – La pioggia
- 1967 – Toi que je veux
- 1974 – La Déclaration
- 1975 – Comment lui dire?
- 1980 – Donner pour donner (con Elton John)
- 1982 – Tout pour la musique
- 1984 – Hong-Kong Star/Tu comprendras quand tu seras plus jeune
- 1987 – Babacar
- 1987 –  Ella, elle l'a
- 1988 – Évidement
- 1992 – Laissez passer les rêves

### Album
- 1965 – France Gall – (mai distribuito ufficialmente, presente in Italia solo in poche copie promozionali con copertina di stampa francese e disco di stampa italiana)
- 1975 – France Gall
- 1977 – Dancing disco
- 1981 – Tout pour la musique
- 1984 – Débranche
- 1987 – Babacar
- 1988 – Le Tour de France 88 (Live-Album)
- 1992 – Double jeu (con Michel Berger
- 1996 – France
- 2004 – Evidemment, l'Anthologie des années Warner